# 土井崇司
土井 崇司（どい たかし、1959年10月3日 - ）は、日本のラグビー指導者。東海大相模高校・中等部校長を歴任。

## プロフィール
- 大阪府出身[2]。
- 現役時代のポジションはスタンドオフ(SO)、フルバック(FB)。

## 略歴
金岡高校、東海大学を経て、1984年、東海大仰星高校のラグビー部監督に就任。なお東海大仰星高校監督・総監督時代、花園3度の優勝を果たした。
2014年、東海大学ラグビー部のテクニカルアドバイザーに就任。
2016年、東海大学の学園ラグビーコーディネーターに就任。
2020年、東海大相模高校・中等部の校長に就任。
2025年、東海大相模高校・中等部の校長を退職。

## 著書
- 『もっとも新しいラグビーの教科書 - 今、鮮やかに最新理論として蘇る大西鐵之祐のDNA 』　ベースボール・マガジン社
- 『もっとも新しいラグビーの教科書 〈２〉 用語・戦術の活用術を徹底考察劇的に考え方・とらえ方が変わる 』　ベースボール・マガジン社
- 『ラグビーの戦い方 - キック戦術の実践 マルチアングル戦術図解 』　ベースボール・マガジン社